# Adipocyte
 (janvier 2016).
Si vous disposez d'ouvrages ou d'articles de référence ou si vous connaissez des sites web de qualité traitant du thème abordé ici, merci de compléter l'article en donnant les références utiles à sa vérifiabilité et en les liant à la section « Notes et références ».

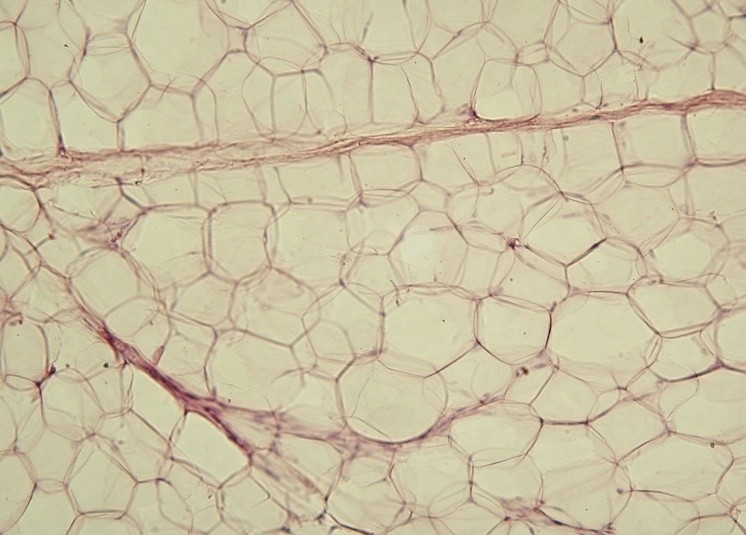
Adipocytes humains visualisés sur coupe de paraffine

Les adipocytes sont des cellules animales présentes dans les tissus adipeux, et spécialisées dans le stockage des lipides (matière grasse).
Les adipocytes constituent une partie des réserves d'énergie des organismes animaux. Ils stockent les lipides jusqu’à une taille cellulaire critique située entre 50 et 150 μm.
Au-delà de cette taille maximale, l’adipocyte, ne pouvant plus stocker de graisses, se divise, ce qui conduit à la formation d'un nouvel adipocyte (processus de mitose)[réf. nécessaire].
Il existe deux types d'adipocyte, ceux de la graisse blanche et ceux de la graisse brune.

## Chez l'humain
Les réserves de lipides sont constituées de triglycérides. Dans l'adipocyte, ils sont stockés sous forme de gouttelettes lipidiques, ou adiposome, qui correspond à une vacuole.
Le nombre d'adipocytes augmente très peu de la naissance à la première année de vie, période durant laquelle l'accroissement se fait plutôt au niveau de la taille des cellules (hypertrophie cellulaire). Par la suite, et ce jusqu'au début de l'adolescence, leur nombre augmente de façon continue mais graduelle pour atteindre près du double de leur compte postnatal. C'est cependant durant la puberté que leur multiplication (hyperplasie) est la plus importante, et où une différenciation se créée entre l'homme et la femme : leur nombre peut jusqu'à tripler (chez l'homme) ou même quadrupler (chez la femme), pour ensuite ralentir une fois l'âge adulte atteint.
L'organisme ne dispose pas d'un nombre fixe d'adipocytes. Lorsque la quantité de lipides stockés augmente, les adipocytes grossissent, puis se multiplient lorsque la quantité de graisse est trop importante pour la cellule. Déjà huit fois plus gros qu’une cellule moyenne, un adipocyte peut grossir jusqu’à multiplier sa taille par 50 (phase hypertrophique).[réf. nécessaire]
Si cette hypertrophie n’est pas suffisante et que l’apport en graisses est trop important pour être emmagasiné dans les quelque vingt milliards d’adipocytes, ceux-ci vont se multiplier, c’est la phase hyperplasique qui peut multiplier par dix le nombre d'adipocytes (pour atteindre 200 milliards). Dans le cadre d'un régime amaigrissant, la perte de graisse fait intervenir une élimination par les adipocytes de leur surcharge lipidique, et réduit dans un second temps le nombre des cellules (uniquement si la perte est très importante et lente). Une cellule adipocyte disparaît difficilement et évoluera selon la stimulation adipeuse (atrophie ou hypertrophie)[réf. souhaitée].
L'obésité peut donc être de type :
- hypertrophique : grossissement des adipocytes ;
- hyperplasique : multiplication du nombre d'adipocytes ;
- mixte : grossissement et multiplication des adipocytes.

## Types d'adipocytes
Il existe deux types de tissus adipeux : la graisse blanche et la graisse brune. Deux types d'adipocytes leur sont associés.

### Adipocytes médullaires
Les adipocytes médullaires sont présents dans la moelle osseuse, et sont grandement composés de réticuline.
Leur morphologie est identique à celle de l'adipocyte blanc et ils sont présents en proportion inverse de l'activité hématopoïétique.
Ils sont présents dans les trois types de moelle osseuse : moelle rouge, moelle jaune, et moelle grise, inactive.

### Adipocytes blancs uniloculaires
Les adipocytes blancs uniloculaires, cellules dont la forme varie selon qu'elles soient isolées (de forme sphérique) ou entassées (de forme polygonale), ont un diamètre de 100  à   150 μm. Ce sont les cellules les plus volumineuses (la taille moyenne d'une cellule dans le corps humain est de 20 micromètres). On en compte 25 à 35 milliards dans le corps humain. Leur cytoplasme est entièrement occupé par une énorme goutte lipidique (98 %) constituée de triglycérides tandis que leur noyau est rejeté en périphérie contre la membrane. Ils possèdent aussi une fine membrane basale. Les adipocytes blancs sont de véritables glandes endocrines et auto-paracrines ; ils sécrètent un grand nombre de peptides (nommés « adipokynes ») comme la résistine, la leptine, hormone régulant l'appétit et la satiété (hormone anorexigène, de satiété) et l'apeline.
Les adipocytes blancs assurent la synthèse, le stockage et la libération des lipides. Une des particularités des adipocytes de la graisse blanche est qu'ils ne se divisent pas. Ils sont équipés de la lipase hormonosensible qui leur permet de dégrader les triglycérides contenus dans la vacuole lipidique pour en faire des AG utilisables et du glycérol. Cette enzyme est inhibée par l'insuline qui est libérée en période post-prandiale.
Pour les visualiser, il faut utiliser le : O Red Oil car c'est une coloration ne dissolvant pas les lipides. Les cryocoupes permettent aussi de conserver l'adipocyte en totalité.

### Adipocytes bruns multiloculaires
Les adipocytes bruns multiloculaires sont de forme polygonale et ont un diamètre d'environ 30 µm. Ils contiennent de nombreuses gouttelettes lipidiques. Ce sont les cellules de l'hibernation qui participent à la thermogenèse. Cette thermogenèse est accomplie par phosphorylation d'acide gras dans les nombreuses mitochondries. Ces mitochondries ont la particularité d'être très riches en cytochrome, donnant sa couleur brune à la cellule. Ils sont retrouvés chez les animaux hibernant et chez les nouveau-nés. Chez ces derniers, ils permettent une adaptation thermique lors du passage du milieu maternel (37 °C) au milieu extérieur (environ 20 °C). Ces cellules sont en rapport avec des terminaisons nerveuses β-adrénergiques.
Chez le fœtus et le nouveau-né on retrouve ce type d'adipocytes dans les régions inter-scapulaire, para-vasculaire, rénale et cardiaque.
Depuis 2009 la présence d'adipocytes bruns chez l'homme adulte a été mise en évidence par des méthodes de tomographie à émission de positons. L'activité métabolique élevée de ces tissus, observée à des températures environnantes froides, permet de supposer qu'ils prennent part à la régulation thermique. On sait à présent qu'ils sont à l'origine de l'activation d'une protéine de découplage UCP (UCP1 ou thermogénine), laquelle permet d'utiliser de l'énergie directement pour la thermorégulation, et non plus pour la production d'adénosine triphosphate.

### Adipocytes beiges
Les adipocytes beiges ou « brites » sont des adipocytes blancs ayant sous l'effet du froid adopté des caractéristiques proches de celles des adipocytes bruns, et étant ainsi capables de participer à la thermogenèse. Malgré cela, leur implication dans ce processus paraît relativement faible.
Ces dernières n'ayant été découvertes que très récemment, les connaissances à leur sujet restent relativement faibles.

## En médecine
Les cellules tumorales du cancer du sein modifient les cellules graisseuses (adipocytes) du sein qui sécrètent alors notamment des facteurs pro-inflammatoires dont l'interleukine 6 qui in vitro suffit à elle seule à rendre métastasiques des cellules cancéreuses. Ceci pourrait aussi expliquer pourquoi l’obésité augmente le risque de métastase et de diffusion rapide de ce cancer. Reste à comprendre les déterminants des dialogues entre cellules cancéreuses et adipocytes.
Il existe des maladies congénitales avec déficit complet en adipocytes, comme la lipodystrophie congénitale de Berardinelli-Seip.